# Война (село)
Война — село в Комаричском районе Брянской области в составе Игрицкого сельского поселения.

## География
Находится в юго-восточной части Брянской области на расстоянии приблизительно 25 км на запад-юго-запад по прямой от районного центра поселка Комаричи.

## История
Впервые упоминается как починок Воинский в 1595 году, бывшее владение Свенского монастыря. С 1898 года село. В 1866 году 155 дворов, в 1926 году 295 хозяйств.

## Население
Численность населения: 1048 человек (1866 год), 1757 (1926), 170 (русские 94 %) в 2002 году, 153 в 2010.